# 테이 도
테이 도(鄭迵, 1549년 ~ 1611년 음력 9월 19일) 또는 쟈나 리잔(일본어: 謝名 利山)은 쇼네이 왕의 산시칸(三司官)을 맡았던 류큐국의 정치인이다. 산시칸을 맡았던 임기는 1606년에서 1611년까지이다.

## 같이 보기
- 기유왜란